# Џон Хавличек
Џон Џозеф Хавличек (енгл. John Joseph Havlicek; рођен 8. април 1940, умро 25. априла 2019) је бивши амерички кошаркаш. Целу своју професионалну каријеру порвео је у Бостон селтиксима.
За екипу Бостон Селтикса играо је током 16 сезона и са њом освојио 8 НБА титула. Године 1974. проглашен је за најкориснијег играча финала НБА лиге. Због свог изузетног доприноса развоју кошарке, у играчкој каријери дугој 16 година, примљен је у Кућу славних. Био је велики шампион како на терену тако и ван њега. Рекордер је Селтикса по броју постигнутих поена, као и одиграних утакмица. Номинован је на листи од 50 најбољих играча у историји НБА лиге.

## Каријера
Након колеџ каријере коју је провео у родном Охају, на Универзитету Охајо Стејт Џорџ Хавличек је изабран као 7. пик на драфту 1962. године и то од стране Бостон Селтикса. У Бостону ће провести целу своју професионалну кошаркашку каријеру. Од самог старта био је веома битан шраф тренера Реда Ауербака. Будући да никад није био у стартној постави, промовисао је важност и улогу „шестог играча” у тиму. Иако је Бил Расел био перјаница тима и главни кривац за успехе зелених, Хавличек је такође постао синоним успеха и династије коју је Бостон изградио. Хавличек је своју популарност стекао чувеном украденом лоптом у финалу 1965. године. Чувени коментар на радију "Хавличек је украо лопту", је један о најпознатијих радио коментара у историји НБА лиге.
У петој утакмици финала источне конференције 1968. године, Хавличек је умало забележио трипл-дабл учинак од 29 поена, 9 скокова и 10 асистенција. Опет је био надомак оваквог учинка и у 7. утакмици са 21 поеном, 12 скокова и 8 асистенција, у победи над Филаделфијом чиме је Бостон постао први тим који је окренуо 3-1 у серији.
1974. године Џон Хавличек је проглашен за најбољег играча финалне серије у којој је Хавличек дошао до своје 7. титуле са Бостоном. У другом продужетку пете утакмице финала, Џон је погодио шут након чега је публика упала на терен. Међутим Финикс је имао још секунд да постигне кош, што су и учинили и утакмица је отишла у трећи продужетак. Ипак Бостон успева да дође до победе у трећем продужетку, која је била круцијална у овој финалној серији.
Након повлачења из кошаркашке акријере 1978. године, Хавличек је остао на челу вечне листе Селтикса по постигнутим поенима. Током своје каријере стигао је до 8 титула првака НБА лиге, као и 13 наступа на Ол стар утакмицама.

### Статистика
| † | Године када је Хавличек освајао НБА шампионат |
|   | Најбољи у лиги                                |

#### Колеџ статистика
| Година   | Тим         | У  | МПУ | П%   | ПСБ% | СПУ | АПУ | ППУ  |
| -------- | ----------- | -- | --- | ---- | ---- | --- | --- | ---- |
| 1959.†   | Охајо стејт | 28 | ... | .462 | .716 | 7.3 | ... | 12.2 |
| 1960.    | Охајо стејт | 28 | ... | .539 | .701 | 8.7 | ... | 14.5 |
| 1961.    | Охајо стејт | 28 | ... | .521 | .761 | 9.7 | ... | 17.0 |
| Каријера | Каријера    | 84 | ... | .508 | .730 | 8.6 | ... | 14.6 |

#### НБА статистика

##### Регуларна сезона
| Сезона         | Екипа    | ОУ    | СУ | МПУ   | ПШ%  | 3П% | СБ%  | СПУ | АПУ | УПУ | БПУ | ППУ  |
| -------------- | -------- | ----- | -- | ----- | ---- | --- | ---- | --- | --- | --- | --- | ---- |
| 1962/63†       | Бостон   | 80*   | —  | 27.5  | .445 | —   | .728 | 6.7 | 2.2 |     |     | 14.3 |
| 1963/64†       | Бостон   | 80    | —  | 32.3  | .417 | —   | .746 | 5.4 | 3.0 |     |     | 19.9 |
| 1964/65†       | Бостон   | 75    | —  | 28.9  | .401 | —   | .744 | 4.9 | 2.7 |     |     | 18.3 |
| 1965/66†       | Бостон   | 71    | —  | 30.6  | .399 | —   | .785 | 6.0 | 3.0 |     |     | 18.8 |
| 1966/67        | Бостон   | 81*   | —  | 32.1  | .444 | —   | .828 | 6.6 | 3.4 |     |     | 21.4 |
| nbay\|1967/68† | Бостон   | 82    | —  | 35.6  | .429 | —   | .812 | 6.7 | 4.7 |     |     | 20.7 |
| 1968/69†       | Бостон   | 82    | —  | 38.7  | .405 | —   | .780 | 7.0 | 5.4 |     |     | 21.6 |
| 1969/70        | Бостон   | 81    | —  | 41.6  | .464 | —   | .844 | 7.8 | 6.8 |     |     | 24.2 |
| 1970/71        | Бостон   | 81    | —  | 45.4* | .450 | —   | .818 | 9.0 | 7.5 |     |     | 28.9 |
| 1971/72        | Бостон   | 82    | —  | 45.1* | .458 | —   | .834 | 8.2 | 7.5 |     |     | 27.5 |
| 1972/73        | Бостон   | 80    | —  | 42.1  | .450 | —   | .858 | 7.1 | 6.6 |     |     | 23.8 |
| 1973/74†       | Бостон   | 76    | —  | 40.7  | .456 | —   | .832 | 6.4 | 5.9 | 1.3 | .4  | 22.6 |
| 1974/75        | Бостон   | 82    | —  | 38.2  | .455 | —   | .870 | 5.9 | 5.3 | 1.3 | .2  | 19.2 |
| 1975/76†       | Бостон   | 76    | —  | 34.2  | .450 | —   | .844 | 4.1 | 3.7 | 1.3 | .4  | 17.0 |
| 1976/77        | Бостон   | 79    | —  | 36.9  | .452 | —   | .816 | 4.8 | 5.1 | 1.1 | .2  | 17.7 |
| 1977/78        | Бостон   | 82    | —  | 34.1  | .449 | —   | .855 | 4.0 | 4.0 | 1.1 | .3  | 16.1 |
| Каријера       | Каријера | 1,270 | —  | 36.6  | .439 | —   | .815 | 6.3 | 4.8 | 1.2 | .3  | 20.8 |
| Ол-стар        | Ол-стар  | 13    | 10 | 23.3  | .481 | —   | .756 | 3.5 | 2.6 | .3  | .0  | 13.8 |

##### Плејоф
| Сезона   | Екипа    | ОУ  | СУ | МПУ  | ПШ%  | 3П% | СБ%  | СПУ | АПУ | УПУ | БПУ | ППУ  |
| -------- | -------- | --- | -- | ---- | ---- | --- | ---- | --- | --- | --- | --- | ---- |
| 1963†    | Бостон   | 11  | —  | 23.1 | .448 | —   | .667 | 4.8 | 1.5 |     |     | 11.8 |
| 1964†    | Бостон   | 10  | —  | 28.9 | .384 | —   | .795 | 4.3 | 3.2 |     |     | 15.7 |
| 1965†    | Бостон   | 12  | —  | 33.8 | .352 | —   | .836 | 7.3 | 2.4 |     |     | 18.5 |
| 1966†    | Бостон   | 17  | —  | 42.3 | .409 | —   | .841 | 9.1 | 4.1 |     |     | 23.6 |
| 1967     | Бостон   | 9   | —  | 36.7 | .448 | —   | .803 | 8.1 | 3.1 |     |     | 27.4 |
| 1968†    | Бостон   | 19  | —  | 45.4 | .452 | —   | .828 | 8.6 | 7.5 |     |     | 25.9 |
| 1969†    | Бостон   | 18  | —  | 47.2 | .445 | —   | .855 | 9.9 | 5.6 |     |     | 25.4 |
| 1972     | Бостон   | 11  | —  | 47.0 | .460 | —   | .859 | 8.4 | 6.4 |     |     | 27.4 |
| 1973     | Бостон   | 12  | —  | 39.9 | .477 | —   | .824 | 5.2 | 5.4 |     |     | 23.8 |
| 1974†    | Бостон   | 18  | —  | 45.1 | .484 | —   | .881 | 6.4 | 6.0 | 1.3 | .3  | 27.1 |
| 1975     | Бостон   | 11  | —  | 42.2 | .432 | —   | .868 | 5.2 | 4.6 | 1.5 | .1  | 21.1 |
| 1976†    | Бостон   | 15  | —  | 33.7 | .444 | —   | .809 | 3.7 | 3.4 | .8  | .3  | 13.2 |
| 1977     | Бостон   | 9   | —  | 41.7 | .371 | —   | .820 | 5.4 | 6.9 | .9  | .4  | 18.3 |
| Каријера | Каријера | 172 | —  | 39.9 | .436 | —   | .836 | 6.9 | 4.8 | 1.1 | .3  | 22.0 |

## Наслеђе
Бостон селтикси су повукли његов број на дресу 17 из употребе и подгили под сводове ТД гардена. У моменту повлачења Хавличек је био лидер по броју одиграних утакмица у НБА лиги, док га је са листе сменио Елвин Хејс 1984. године. 1997. године изабран је међу 50 најбољих кошаркаша у историји НБА лиге. Хавличек је најбољи стреалц Бостона у историји са 26395 поена. НБА кошаркаш Крис Малин је њему у част такође на дресу носио број 17.

## Остало
Џон Хавличек је рођен у мешовитом чешко-хрватском браку. Своју супругу Бет је упознао на Универзитету Охајо, и са њом се оженио 1967. године. Са њом је добио сина Криса и ћерку Џил. Крис се такође бавио кошарком почетком 90-тих. Џил се удала за некадашњег бејзбол играча Брајана Бушанана.
Пред крај живота добио је паркинсонову болест. Умро је 25. априла 2019. године у 79. години.